# TMPRSS6
La proteasa transmembrana, serina 6 (también conocida como matriptasa-2) es una enzima que en los seres humanos está codificada por el gen TMPRSS6.
La proteína codificada por este gen es una serina proteinasa transmembrana de tipo II que se encuentra unida a la superficie celular. La proteína codificada puede participar en los procesos de remodelación de la matriz en el hígado. Hidroliza una variedad de proteínas que incluyen colágeno tipo I, fibronectina y fibrinógeno. También puede activar al activador del plasminógeno tipo uroquinasa con baja eficiencia. A través de la escisión del HJV, un regulador de la expresión de la hormona hepicidina / HAMP que regula la absorción de hierro, juega un papel en la homeostasis del hierro.